# موراي والاس (لاعب اتحاد الرغبي)
موراي والاس (بالإنجليزية: Murray Wallace)‏ هو لاعب اتحاد الرغبي بريطاني، ولد في 13 أكتوبر 1967 في Milton of Campsie ‏ في المملكة المتحدة.